# Capannette di Pej
Capannette di Pej o Capannette di Pey è una piccola frazione del comune italiano di Zerba, in provincia di Piacenza.

## Geografia
Si trova in val Boreca alle pendici del Monte Chiappo, poco lontano dal confine con Piemonte e la Lombardia e a solo 15 km dalla Liguria.
È il centro abitato più elevato della provincia di Piacenza e il più occidentale dell'Emilia-Romagna.
Nella frazione si trova un albergo la cui costruzione originaria ha portato alla nascita del centro abitato.

## Monumenti e luoghi di interesse
Da visitare nella frazione la Chiesa della Madonna della Salute, che si trova ai piedi del monte Chiappo e domina tutta la val Boreca.

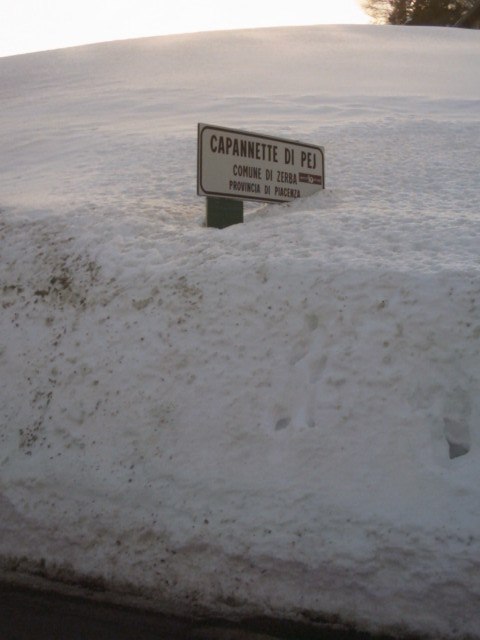
Capannette di Pej, cartello d'entrata nella frazione durante l'inverno

## Cultura
Questo paese fa parte del territorio culturalmente omogeneo delle Quattro province (Alessandria, Genova, Pavia, Piacenza), caratterizzato da usi e costumi comuni e da un importante repertorio di musiche e balli molto antichi. Strumento principe di questa zona è il piffero appenninico che accompagnato dalla fisarmonica, e un tempo dalla müsa (cornamusa appenninica), guida le danze e anima le feste, molto partecipate grazie alla presenza del pifferaio originario della frazione, Cesare Campanini.

## Distanze
- Bologna 231 km
- Torino 175 km
- Milano 130 km
- Pavia 85 km
- Piacenza 80 km
- Alessandria 80 km
- Genova 78 km
- Novi Ligure 50 km
- Torriglia 50 km
- Varzi 30 km
- Bobbio 30 km
- Cabella Ligure 18 km
- Zerba 14 km